# Gránátpitta
A gránátpitta (Erythropitta granatina) a madarak osztályának verébalakúak (Passeriformes) rendjébe és a pittafélék (Pittidae) családjába tartozó faj.

## Rendszerezése
A fajt Coenraad Jacob Temminck holland arisztokrata és zoológus írta le 1830-ban, a Pitta nembe Pitta granatina  néven. Egyes szervezetek jelenleg is ide sorolják.

## Alfajai
- Erythropitta granatina coccinea Eyton, 1839
- Erythropitta granatina granatina Temminck, 1830
- Erythropitta granatina ussheri Gould, 1877 vagy Erythropitta ussheri

## Előfordulása
Brunei, Indonézia, Malajzia, Mianmar, Szingapúr és Thaiföld területén honos. Természetes élőhelyei a szubtrópusi és trópusi síkvidéki esőerdők és mocsári erdők, valamint másodlagos erdők. Állandó nem vonuló faj.

## Megjelenése
Testhossza 15–16 centiméter, testtömege 53–70 gramm.

## Életmódja
Rovarokkal és kisebb csigákkal táplálkozik, de gyümölcsmagokat is fogyaszt.

## Természetvédelmi helyzete
Az elterjedési területe rendkívül nagy, de az erdőirtások miatt folyamatosan csökken, ennek következményeként egyedszáma is csökken. A Természetvédelmi Világszövetség Vörös listáján mérsékelten fenyegetett fajként szerepel.